# Darius Vilàs i Fernández
Darius Vilàs i Fernández (Barcelona, 1880 - 1950) va ésser un pintor decorador i gravador.
Estudià a l'Escola de Belles Arts de Llotja i completà estudis a Roma i a París.
Les seues primeres obres a l'oli consisteixen en paisatges pirenencs i de la Costa Brava. Després s'especialitzaria en la decoració mural i en l'art religiós.
Realitzà, per encàrrec del milionari nord-americà Charles Deering, la decoració del presbiteri i la cúpula de la capella del Santíssim, de l'església parroquial de Sitges. També són seus els gran plafons a l'oli que decoren el menjador del Palau March, a Palma.
El 1910 va fer un vitrall modernista per a la capella de la Immaculada Concepció de la basílica de Montserrat, dissenyada per Josep Maria Pericas.
Moltes de les seues obres religioses foren destruïdes arran de la darrera guerra civil espanyola.
Fou membre actiu del Cercle Artístic de Sant Lluc.